# 太原公交

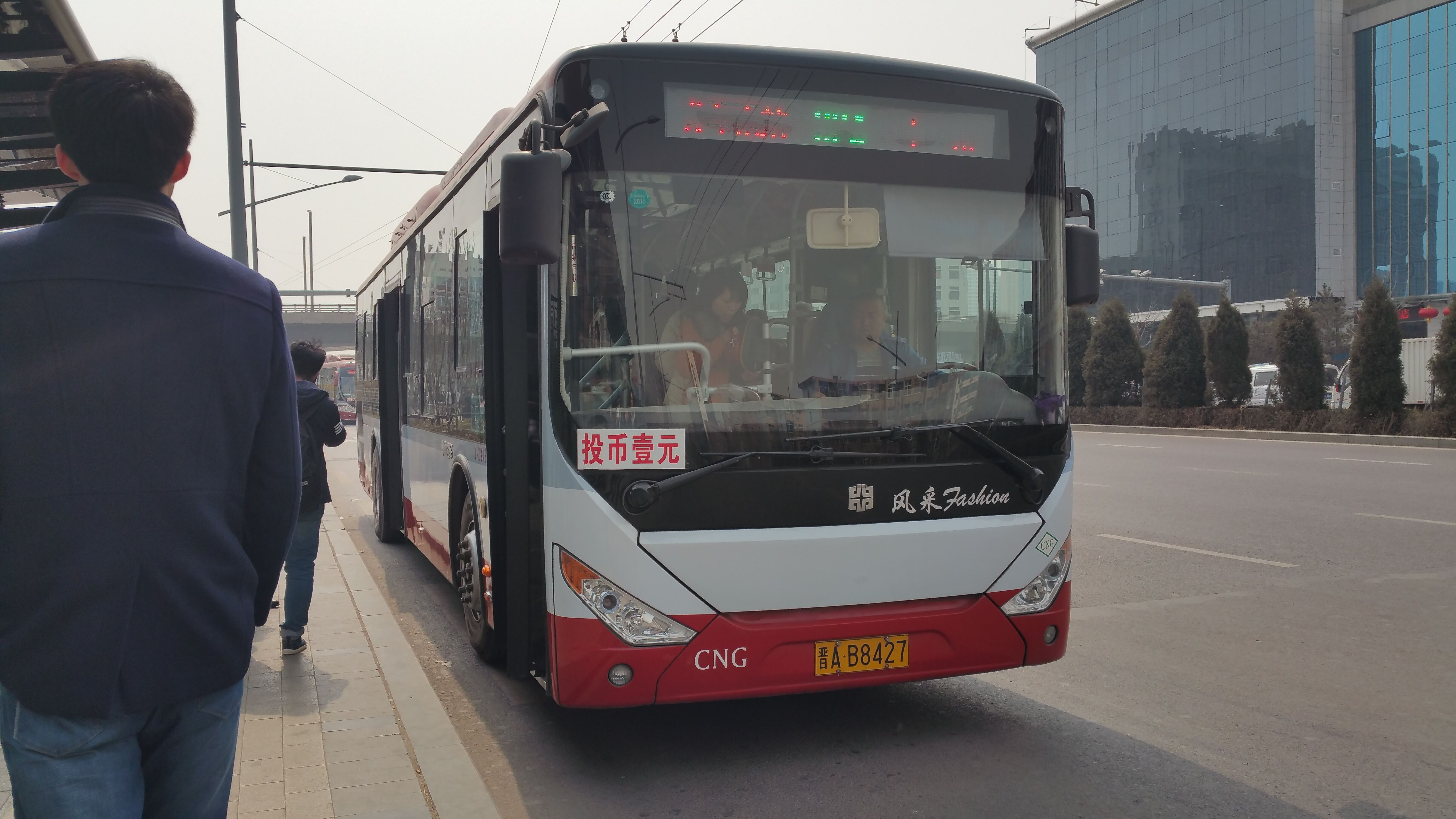
824路

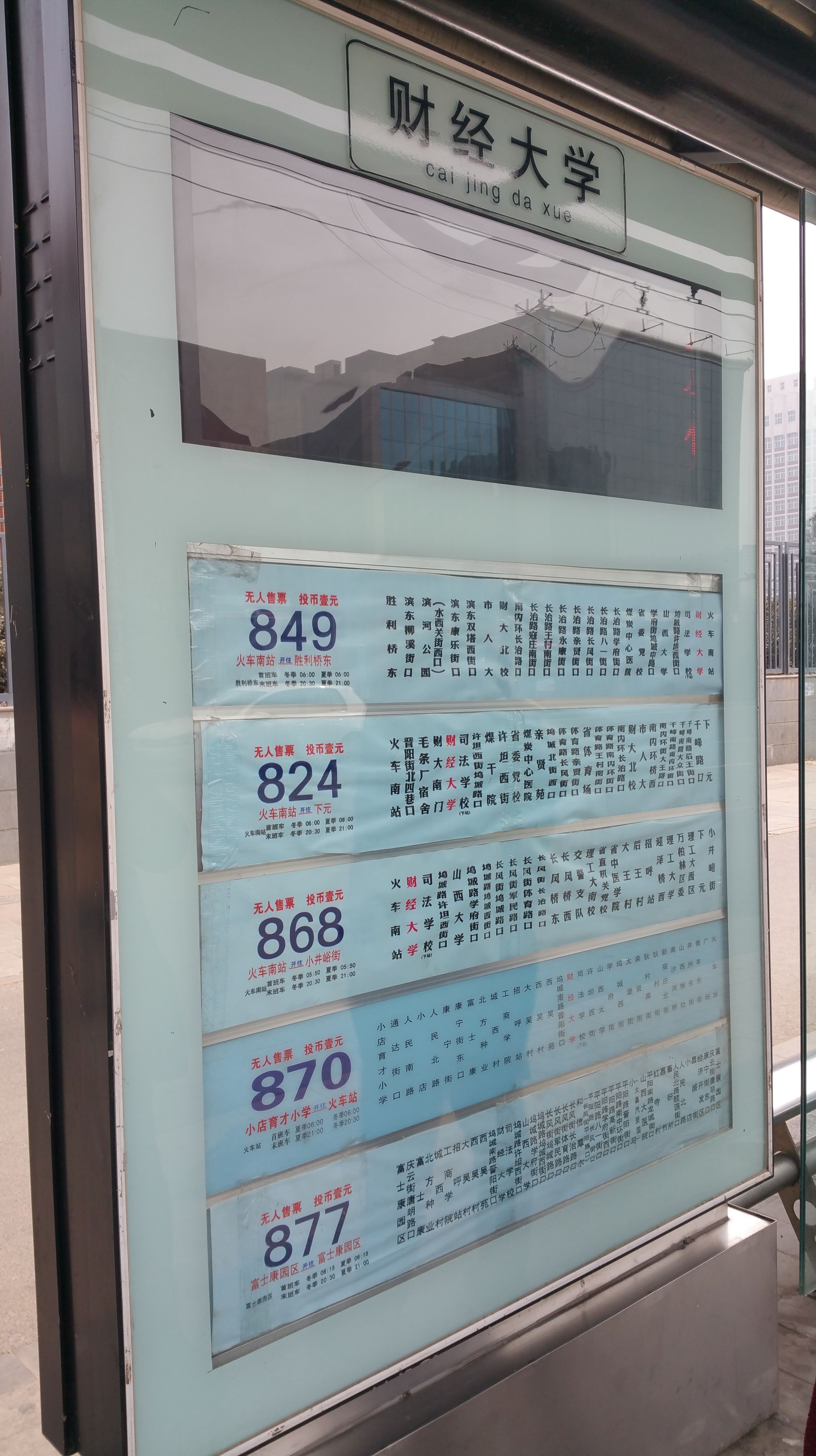
太原公交财经大学站台

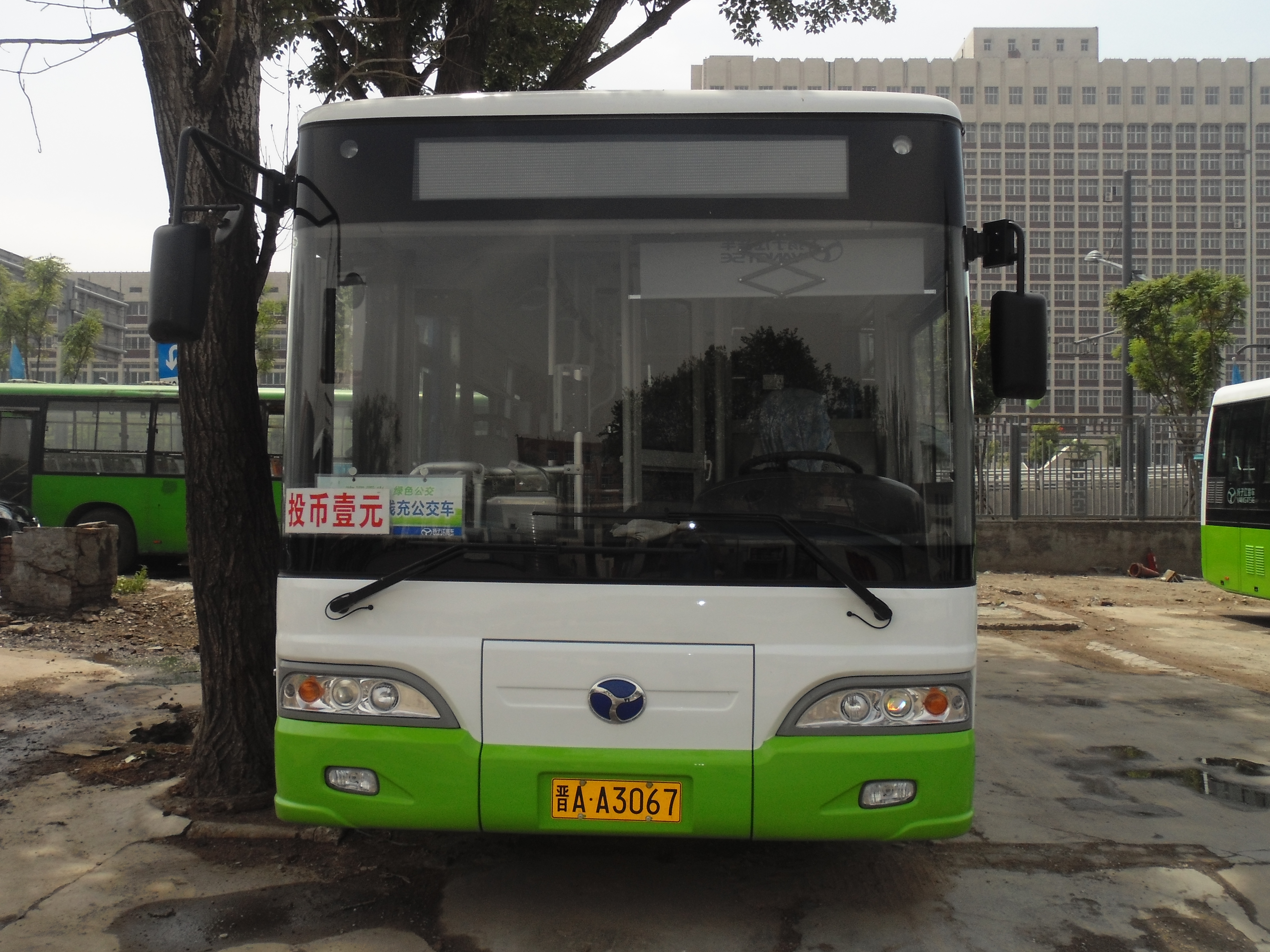
太原103路公交（武汉产WG6124BEVH）

太原公交现有200余条线路，可通达太原市六个城区以及周边的阳曲县、清徐县，以及晋中市的榆次区。现公交控股集团下属有五个汽车分公司，电车分公司和出租车分公司等。

## 公交大事记

#### 1948-1989
1. 1952年，成立太原市公共汽车公司，开通并州路至太原钢铁厂、五一路至兰村、五一广场至晋祠3条线路。
2. 1956年，开始发行汽车通用月票。
3. 1960年5月1日，尖草坪至大南门的一路无轨电车(101路的前身)开通运行。
4. 1966年，改称太原市人民汽车公司。
5. 1977年，铰接式公共汽车投入使用。
6. 1978年，成立出租车队(1984年更名为太原市第一出租汽车公司)。
7. 1983年，同太原市公用事业管理局、太原市电车公司合并组建成立太原市公共交通公司，1路车开通。
8. 1989年，新增小公共汽车。

#### 1990-2014
1. 1992年，更名为太原市公共交通总公司。
2. 1993年，1路车新增双层巴士。
3. 1995年~1998年，线路逐步改为无人售票制。
4. 1999年，开始发行公交IC卡。
5. 2002年9月，正式开通太原——晋中的第一条城际公交线路901路。
6. 2003年，城区小巴车辆停运。
7. 2004年，太原市大规模规划公交专用道。
8. 2008年，太原市公共交通总公司、太原市同航巴士有限公司、太原市同业巴士有限公司和太原市同利小公共汽车有限公司整合组建为太原公交控股(集团)有限责任公司。[1]

#### 2015-至今
- 2019年

1月15日，太原公交发行“全国交通一卡通”。1月24日，太原公交IC卡充值实现微信、支付宝等方式支付。1月25日，“太原公交APP”内测版正式上线，实现扫码支付。3月15日，太原公交正式开通支付宝乘车码。
4月16日，太原公交首次大规模开通大站快速公交线路。
9月，招标1000台纯电动公交车辆，其中湖南中车生产的纯电动公交车首次进入太原市场。
11月5日至11月7日，太原公交再次大规模开通大站快速公交线路。
12月23日，太原公交首次大规模开通社区公交、旅游公交线路；同时比亚迪K7投入使用。
- 2021年7月30日，交通运输部印发通报，太原市被命名为国家公交都市建设示范城市。

## 线路编号
- 1~99为原公交总公司所经营线路及后开通线路
- 101~199为无轨电车线路
- 201~299为原规划机场线路
- 301~399为郊区线路
- 401~499为原规划小巴线路及郊区线路
- 501~599为夜班线路
- 601~699为原使用双层巴士线路
- 801~899为原同航、同业、同利等巴士公司线路及后开通线路
- 901~999为城际、县际长途线路
- K字头线路为大站快车线路，一般只在通勤高峰期运营
- S字头线路为社区公交线路
- Y字头线路为旅游线路

## 车票价格
太原公交线路均为单一票制无人售票车，票价有1元、2元、2.5元、3元、3.5元、4元等多种不同价格，除901~999刷卡没有优惠外其余线路统一为成人卡5折，学生卡2.5折。2010年6月1日起，太原公交票制改革，取消1.5元票制，市区内绝大多公交车票价降为1元。

## 公交枢纽
太原公交现有火车站、火车南站、胜利桥东、下元、体育馆、七府坟、富士康、东客站、西客站、晋祠新镇、长风商务区、长风停车场、松庄停车场、九州停车场、柴村停车场、呼延村车场、南寨村车场等大小数十个公交枢纽，并在体育馆、胜利桥东、下元、尖草坪、高新开发区、火车南站、胜利桥东枢纽旁与大型超市内设有公交IC卡服务点。

## 主要车型
电车： 东风扬子江D66U、D61U、WG6120DHA、WG6124BEVH
现又购进了中车比亚迪等的纯电动公交车
燃油车： 
常州长江客车 ：CJ6101G3
上海申沃客车：SWB6127Q6
武汉东风扬子江客车：WG6101N、WG6101NQE、WG6810NQP、 WG6120NHA 、WG6850NQK4
重庆恒通客车：CKZ6108NB、CKZ6109NB、CK6106NA3、CKZ6127HN4
聊城中通客车：LCK6180DGCA、LCK6125HGC、LCK6126PHENV
四川蜀都客车：CDK6122CEG5R
济南豪沃客车：JK6129GN

## 参阅
- 太原公交线路列表
- 三晋交通在线